# Мордовник белостебельный
Мордовник белостебельный (лат. Echinops albicaulis) — вид рода Мордовник, семейство Астровые.

Ботаническое описание

Многолетник. Ст. 40—80 см, одно-двуглавый, вверху иногда коротковетвистый, плотно и густо белопаутинистый, под опушением гранистый, лишенный железок; л. сверху зеленовато-серые от рыхлого паутинистого опушения, снизу почти белые от густого, паутинистого, почти войлочного опушения; прикорневые л. черешковые, ланцетные, 20—30 см дл., вверху плс. перистонадрезные, внизу перисторассеченные, почему чрш. кажется несущим короткие колючие лопастинки, доли в верхней части листа расставленные, кверху более крупные, с крупными колючелопастными дольками, доли расставлены, часто на 3—4 см и кажутся низбегающими по оси; стеблевые л. сидячие, по величине меньшие. Головки 3—4 см в диам., на конце стебля и ветвей; кз. 12—14 мм дл., щетинки, их окружающие, белые, неравные по длине, не достигают половины длины корзинки; лч. обертки голые, наружные лч. едва превосходят щетинки, вверху ложковидно-ромбические, реснитчатые, средние ланцетные, килеватые, колюче заостренные, едва окрашенные вверху, по краю торчаше реснитчатые, внутренние немножко короче средних, внутри буроватые, спайные; вн. беловатый, глубоко надрезанный, трубка вверху слабо и короткощетинистая; смк. покрыта желтобурыми волосками; хохолок из коротких шероховатых и спайных внизу щетинок. 

Распространение

Эндемик

Среда обитания

В песчаной полупустыне.